# Marta Cwielong
Marta Cwielong ( Longchamps; 28 de enero de 1952 - 8 de mayo de 2021) fue una escritora, poeta argentina.
Ha publicado siete libros de poesía y aparecido en varias antologías. También ha participado en numerosos festivales de poesía, entre los que cabe mencionar el Festival Latinoamericano de Poesía de Rosario. Fue colaboradora de la Revista de Poesía La Guacha y editora del sello Libros de Alejandría (Ya desaparecido). Ha sido parcialmente traducida al catalán, polaco,italiano.

## Libros publicados
- Razones para Huir, 1991[10]
- De nadie, 1997 - ISBN 978-987-99653-4-4
- Jadeo Animal, 2003 - ISBN 978-987-9359-08-2
- Morada, 2007
- Pleno de ánimas.2008 ISBN 978-987-24415-0-0
- La Orilla,2016 ISBN 978-987-559-293-3[11]
- Las vírgenes terrestres, Observación de poetas latinoamericas, en conjunto con la poeta Marlene Zertuche de México.
- Memorias del hambre, Pequeña Ostuncalco Editorial, Guatemala, 2018.